# روث بيهار
روث بيهار (بالإنجليزية: Ruth Behar)‏ (وُلدت عام 1956) هي عالمة أنثروبولوجيا وكاتبة أمريكية كوبية. يتضمن عملها دراسات أكاديمية، بالإضافة إلى الشعر والمذكرات والرويات الخيالية. بصفتها عالمة أنثروبولوجيا، دافعت عن التبني المفتوح والطبيعة الذاتية للبحث والمشاركين-المراقبين. حصلت على ميدالية بيلبريه.

## الحياة والعمل
وُلدت بيهار في هافانا بكوبا عام 1956 لعائلة يهودية كوبية من أصول سفاردية تركية، وأشكينازية بولندية وروسية. كانت في الرابعة عندما هاجرت عائلتها إلى الولايات المتحدة بعد استحواذ فيدل كاسترو على السلطة في ثورة 1959. غادر أكثر من 94% من اليهود الكوبيين البلاد في ذلك الوقت. التحقت بيهار بالمدارس المحلية ودرست كطالب جامعي في جامعة ويسليان، حيث حصلت على درجة البكالوريوس عام 1977. درست الأنثروبولوجيا الثقافية في جامعة برينستون، وحصلت على درجة الدكتوراه عام 1983.
تسافر بانتظام إلى كوبا والمكسيك لدراسة جوانب الثقافة، وكذلك للتحقيق في جذور عائلتها في كوبا اليهودية. تخصصت في دراسة حياة المرأة في المجتمعات النامية.
تشغل بيهار منصب بروفيسور في قسم الأنثروبولوجيا بجامعة ميشيغان في آن أربور. ظهرت أعمالها الأدبية في سلسلة كتّاب ميشيغان التابعة لجامعة ولاية ميشيغان. بصفتها كاتبة في الأنثروبولوجيا والمقالات والشعر والأدب، تركز بيهار على القضايا المتعلقة بالمرأة والنسوية.

### فتاة محظوظة مكسورة
تُعد رواية فتاة محظوظة مكسورة روايةً متعددة الثقافات موجهة للشباب، ترتكز على طفولة المؤلفة في ستينيات القرن العشرين. هاجرت روثي مزراحي وعائلتها مؤخرًا من كوبا التي يحكمها كاسترو إلى مدينة نيويورك. عندما بدأت أخيرًا في اكتساب الثقة في إتقانها للغة الإنجليزية - والاستمتاع بحكمها كبطلة لعبة الحجلة في حيها - يتركها حادث سيارة مروع ملقاةً على سريرها من أجل التعافي لفترة طويلة. بينما ينكمش عالم روثي بسبب عدم قدرتها على الحركة، تزداد قدرتها في الملاحظة ويكبر قلبها وتتفهم مدى هشاشة الحياة، ومدى ضعفنا جميعًا كبشر، وكيف يمكن للأصدقاء والجيران وقوة الفن أن تجعل حتى أسوأ الأوقات جميلةً. كتبت جولي شفيترت كولازو لصالح مجلة كوبا كاونتربوينتس: «يبدو أن بيهار، دون فشل، تكتب دائمًا بهدف احترام تاريخها وتجاربها ومشاعرها، دون إنكار أو استبعاد تلك الموجودة في أي وقت مضى، وفي روايتها هذه، يبدو الهدف محققًا في كل صفحة.

### السفر ثقيلًا
السفر ثقيلًا صدرت عام 2013 هي مذكرات عن عائلتها الكوبية الأمريكية، المنحدرة من أصول أشكنازية وسفارديمية يهودية كوبية، وكذلك عن الغرباء الذين خففوا من قساوة رحلتها في الحياة. تستكشف تحقيقاتها حول أصولها اليهودية الكوبية المعقدة وهجرة عائلتها إلى أمريكا قضايا تتعلق بالهوية والانتماء. وصفت مجلة كيركوس كتابها بأنه شاهد صادق على المشهد السياسي والعاطفي المتغير للتجربة الكوبية الأمريكية. تدرس بيهار إحياء الحياة اليهودية الكوبية كعالمة أنثروبولوجيا، لكن رحلتها الشخصية إلى الجزيرة التي تركتها كفتاة صغيرة هي قلب هذا المذكرات التي تسللتُ فيها بين الرحلات.

## روابط خارجية
- روث بيهار على موقع IMDb (الإنجليزية)